# كسارة

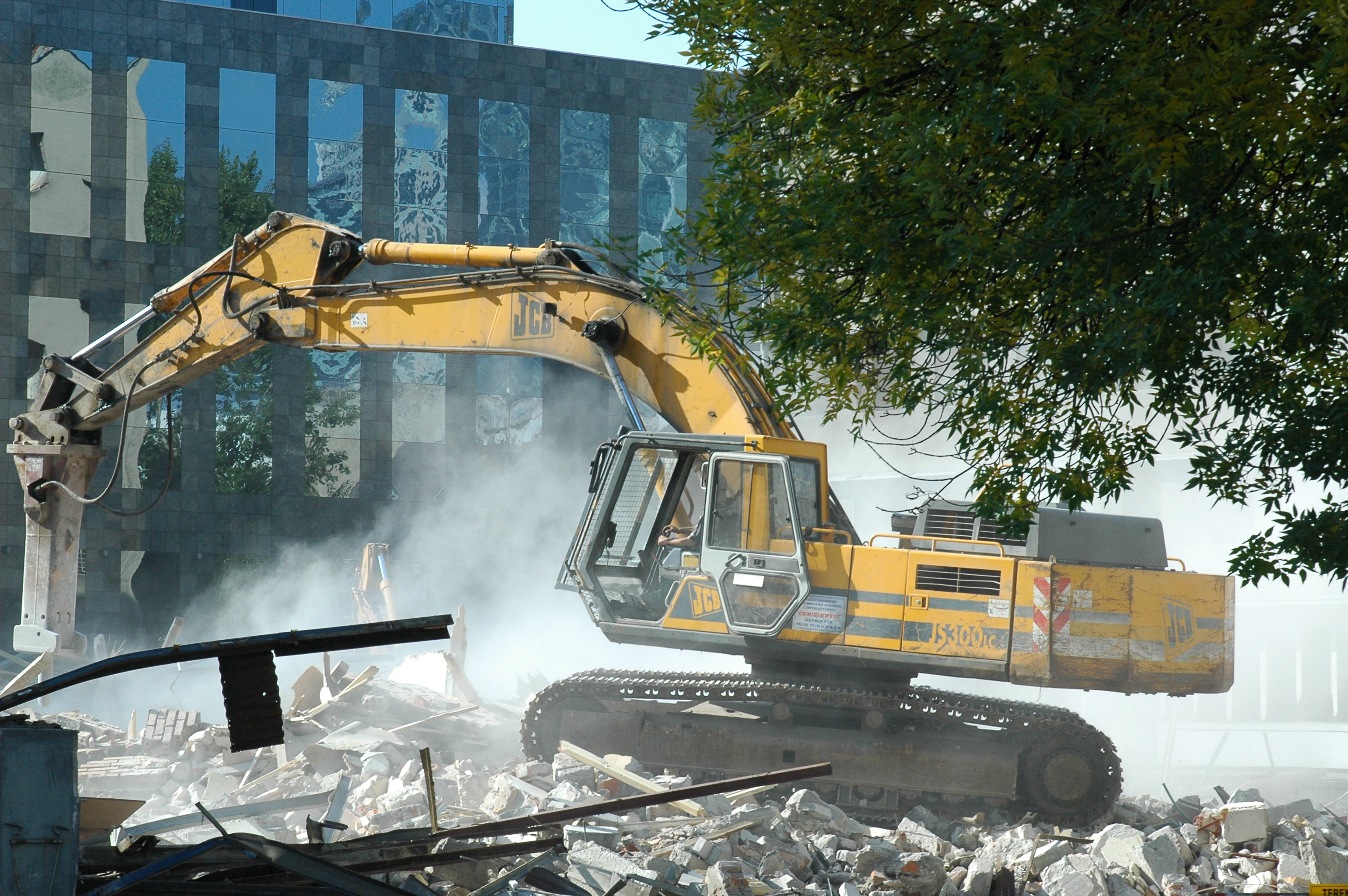
كسارة مثبتة على الحفار على الجانب الأيسر

الكَسَّارة هي مطرقة قرع قوية تُركّب في الحفار لهدم الهياكل الصلبة (الصخرية أو الخرسانية).تُشغل بواسطة نظام هيدروليكي إضافي من الحفارة وهو مزود بصمام يعمل بالقدم لهذا الغرض.

### الاستخدامات
تستخدم الكسارة في العديد من التطبيقات اهمها
- هدم المبانى القديمة
- التعدين حيث تستخدم في كسر الصخور وتكسير الصخور الى احجام اصغر حتى تسهل نقلها ومعالجتها
- المحاجر
- اعادة تدوير مواد البناء